# Mordella suturalis
Mordella suturalis es una especie de coleóptero de la familia Mordellidae.

## Distribución geográfica
Habita en Chile (en Chillán).